# بوبي بيسلي
بوبي بيسلي (بالإنجليزية: Bobby Beasley)‏ هو فارس أيرلندي، ولد في 26 أغسطس 1935، وتوفي في 9 يناير 2008.